# Resolução 327 do Conselho de Segurança das Nações Unidas

A Resolução 327 do Conselho de Segurança das Nações Unidas, adotada em 2 de fevereiro de 1973, reafirmou as resoluções anteriores sobre o tema da Rodésia e elogiou a Zâmbia por sua decisão de aplicar imediatamente as sanções. O plano das Nações Unidas para esmagar o governo da Rodésia dependia fortemente de sanções, a Zâmbia decidiu aplicar as sanções quando outras nações optaram por não fazê-lo, apesar do grande impacto que a cessação do comércio com a Rodésia teria na economia da Zâmbia. O Conselho decidiu enviar a missão especial estabelecida pela resolução 326 para avaliar as necessidades da Zâmbia em manter formas alternativas de comunicação e tráfego, já que a maior parte dele fluía pela Rodésia no passado.
A resolução foi aprovada com 14 votos a favor, enquanto a União Soviética se absteve.